# Martin Falkeborn
Martin Falkeborn, född 8 januari 1993, var en svensk fotbollsspelare som spelade för gibraltiska Europa Point. 

## Karriär
Falkeborns moderklubb är Ekerö IK. Han gick vidare till Brommapojkarna och var under 2011 utlånad till Akropolis IF. Han debuterade för Akropolis i Division 1 Norra den 2 oktober 2011 mot Vasalunds IF. Hans debut för Brommapojkarna i Superettan kom den 10 juni 2012 mot Ängelholms FF.
Den 30 januari 2019 värvades Falkeborn av Syrianska FC. I mars 2020 skrev han på ett ettårskontrakt med Akropolis IF. I december 2020 återvände Falkeborn till IF Brommapojkarna. Efter säsongen 2022 fick han inte förlängt kontrakt och lämnade klubben.
Den 3 januari 2023 värvades Falkeborn på fri transfer av gibraltiska Europa Point. I juli 2023 förlängde han sitt kontrakt med ett år.